# Henry S. Kesler
Henry S. Kesler, né le 24 avril 1907 à Salt Lake City et mort le 15 mai 1997 à Salt Lake City, est un réalisateur américain .

## Filmographie partielle
- 1943 : Three Russian Girls
- 1953 : Song of the Land
- 1957 : Le Miroir au secret (5 Steps to Danger)